# Mossula caudelli
Mossula caudelli är en insektsart som beskrevs av Heinrich Hugo Karny 1924. Mossula caudelli ingår i släktet Mossula och familjen vårtbitare. Inga underarter finns listade i Catalogue of Life.